# Белевские Хутора
Белевские Хутора (укр. Білівські Хутори) — село в Городокской сельской общине Ровненского района Ровненской области Украины.
Население по переписи 2001 года составляло 133 человека. Почтовый индекс — 35330. Телефонный код — 362. Код КОАТУУ — 5624681103.